# Aeroportul Prado
Aeroportul Prado (IATA: PDF, ICAO: SNRD) este un aeroport din Bahia, Brazilia ce deservește zona Prado.
Situat la o altitudine de 27 m, aeroportul dispune de 1 pistă.

## Infrastructură

### Piste
Aeroportul dispune de o singură pistă. Pista 11/29 are suprafața de asfalt și dimensiunile 1.200 m × 30 m. 